# Mesocalyptis
Mesocalyptis là một chi bướm đêm thuộc phân họ Tortricinae của họ Tortricidae.

## Các loài
- Mesocalyptis morosa Diakonoff, 1953
- Mesocalyptis zonata Diakonoff, 1953